# Ten Years of Fuckin' Up
Ten Years of Fuckin' Up is een videoalbum op VHS van de Amerikaanse punkband NOFX, uitgegeven op 8 november 1994 en heruitgegeven op 7 oktober 2003 op dvd. De video bevat  live-opnames van negentien nummers. De dvd bevat tevens commentaar van NOFX en commentaar van The Vandals op het commentaar van NOFX, ook is er een instrumentale versie van "Glass War" te zien op het hoofdmenu. Op de VHS versie staat een videoclip voor het nummer "Mr Jones". Deze clip lijkt erg op de clip voor "Shut Up Already".
De video werd uitgegeven door Fat Wreck Chords.

## Tracklist
1. "Stickin In My Eye"
2. "Johnny B. Goode"
3. "Green Corn"
4. "Shut Up Already"
5. "Shower Days"
6. "GonoHerpaSyphlAids"
7. "Straight Edge"
8. "S&M Airlines"
9. "Six Pack Girls"
10. "The Longest Line"
11. "Buggley Eyes"
12. "Beer Bong"
13. "Leave it Alone"
14. "Jaundiced Eye"
15. "Johnny Appleseed"
16. "Moron Brothers"
17. "Iron Man"
18. "Bob"
19. "Kill all the White Man"